# クレンジング
クレンジング（和製英語: cleansing）は、化粧を落とす事、またはそれに用いる化粧品（クレンジングオイル、化粧ティッシュなど）を指す。

## 概要
化粧品には、肌を美しく見せ、かつ落ちにくいことが求められる。多くの化粧品は油性の基剤により顔料などを肌表面に密着させており、これは普通の洗顔料や石鹸では落としにくい。そのため、化粧品の油分を溶かし落とすために、専用のクレンジング剤が用いられる。
油分を多く含む乳液などでも代用可能である。また、マスカラなど特に落としにくい化粧品は通常のクレンジングの前に別途、専用のリムーバーで落とす場合もある。
洗顔料の前に使用する。

## クレンジングの方法
ダブル洗顔クレンジング剤とメイクをなじませて一度洗い流した後、通常の洗顔料などを用いて洗顔を行うこと。メイクを落とす効果が高い。
シングル洗顔洗顔料とひとつになったクレンジング剤を用い、洗顔とメイク落としが一度に出来るもの。
ふき取りタイプクレンジング剤とメイクをなじませたあと、コットンやティッシュペーパーでふき取って落とすもの。その後に洗顔を行う。
日本では化粧を落とす際、湯水を使う場合がほとんどだが、ヨーロッパではコールドクリームやクレンジングローションなどのクレンジング剤を使って顔をマッサージした後、化粧水を含ませた脱脂綿やガーゼで顔を拭い、それで終わらせるクレンジングが一般的である。これは、ヨーロッパの水道水は硬水で、石鹸が泡立ちにくい事と肌を荒らしやすい事が関係している。

## クレンジング剤の種類
クレンジングローション
乳状・液状のもの。乳状のものは、クレンジングミルクともいい、ミネラルオイル（鉱物油）、ワセリン、オリーブ油に、水、乳化剤などを加えて作る。
液状のものは、クレンジングリキッド、クレンジングジェルともいい、洗浄剤と水が主成分。
クレンジングクリーム
コールドクリームを参照。
クレンジングオイル
水油状のもの。ミネラルオイル（鉱物油）、オリーブ油といった油分を基材に、多く水を加えずに作る。
クレンジングシート
不織布、ガーゼ、コットンに、水、洗浄剤、保湿剤を染み込ませたもの。それで顔を拭い、化粧を落とす。